# Schildstraße 10

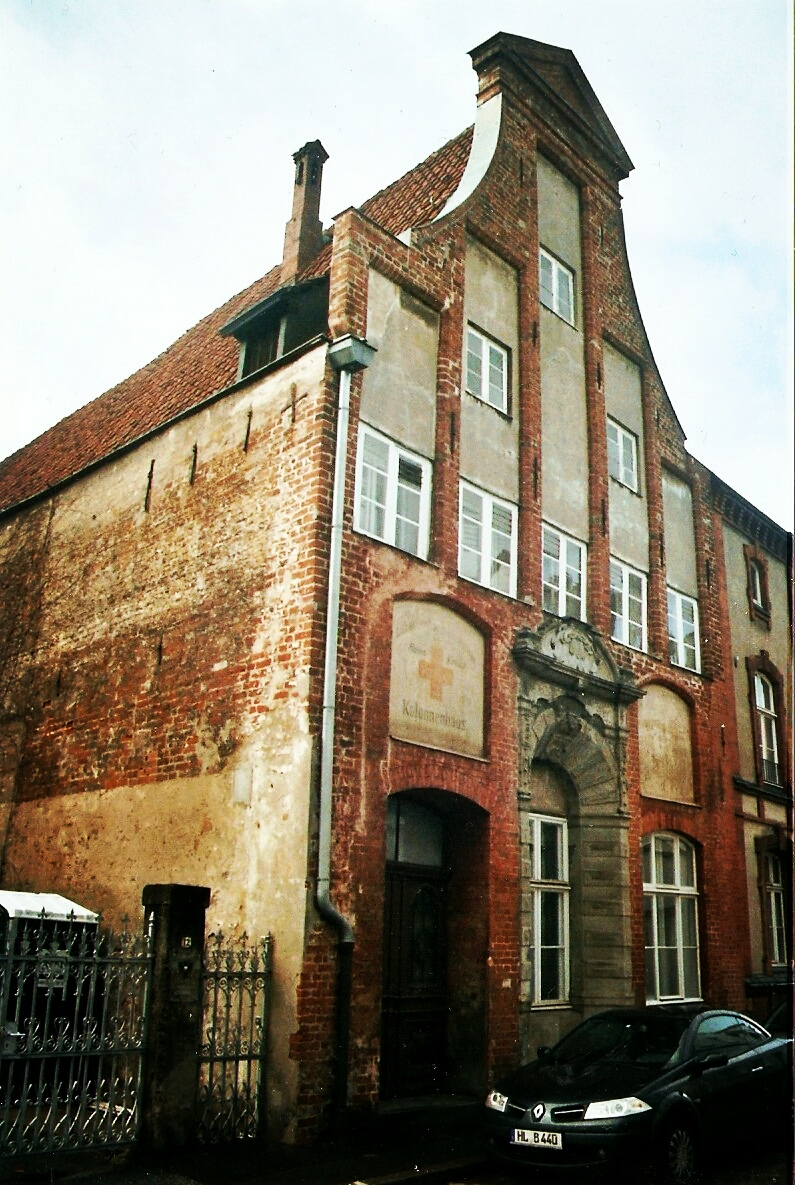
Schildstraße 10

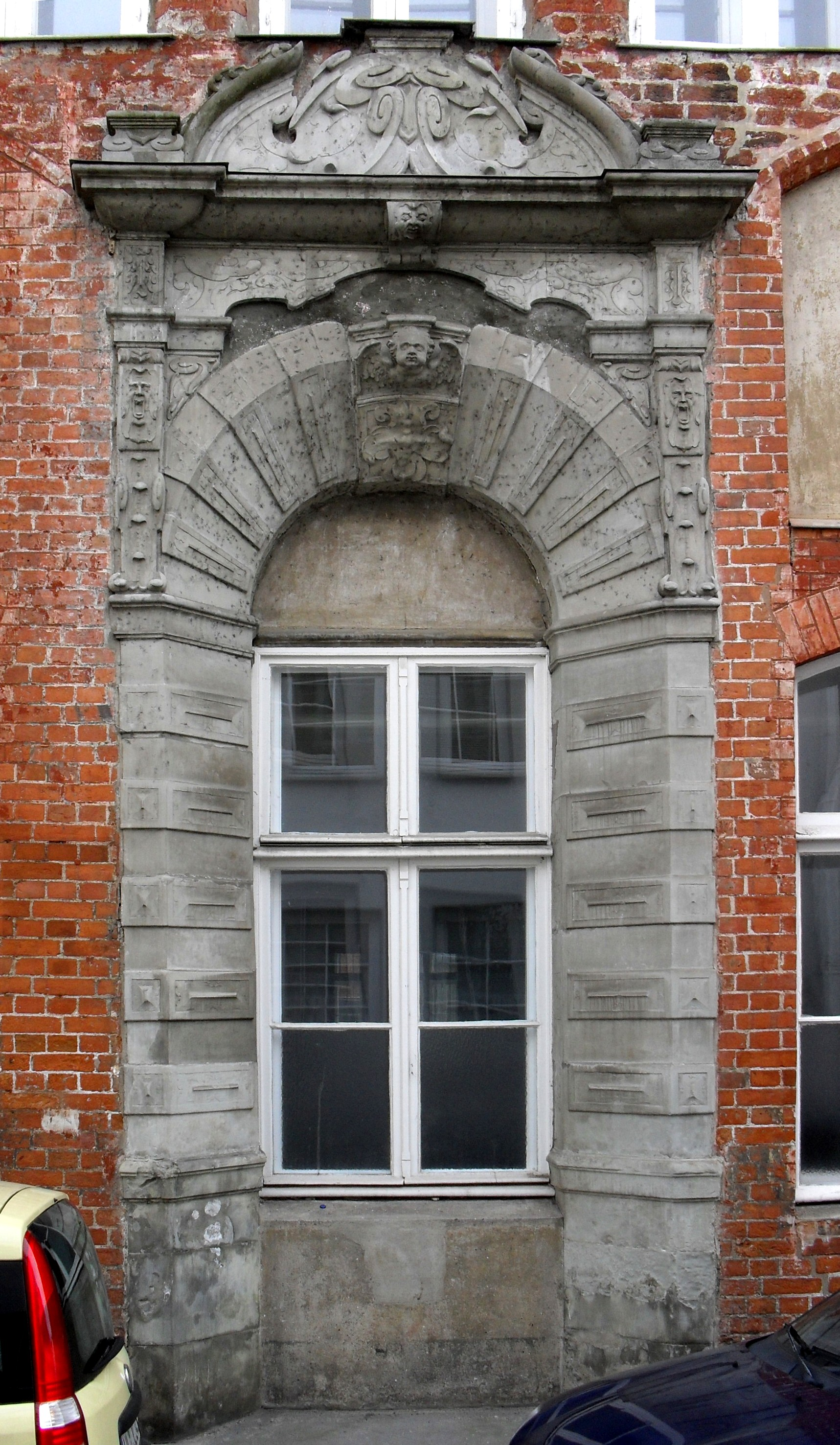
Das Sandsteinportal aus dem 17. Jahrhundert

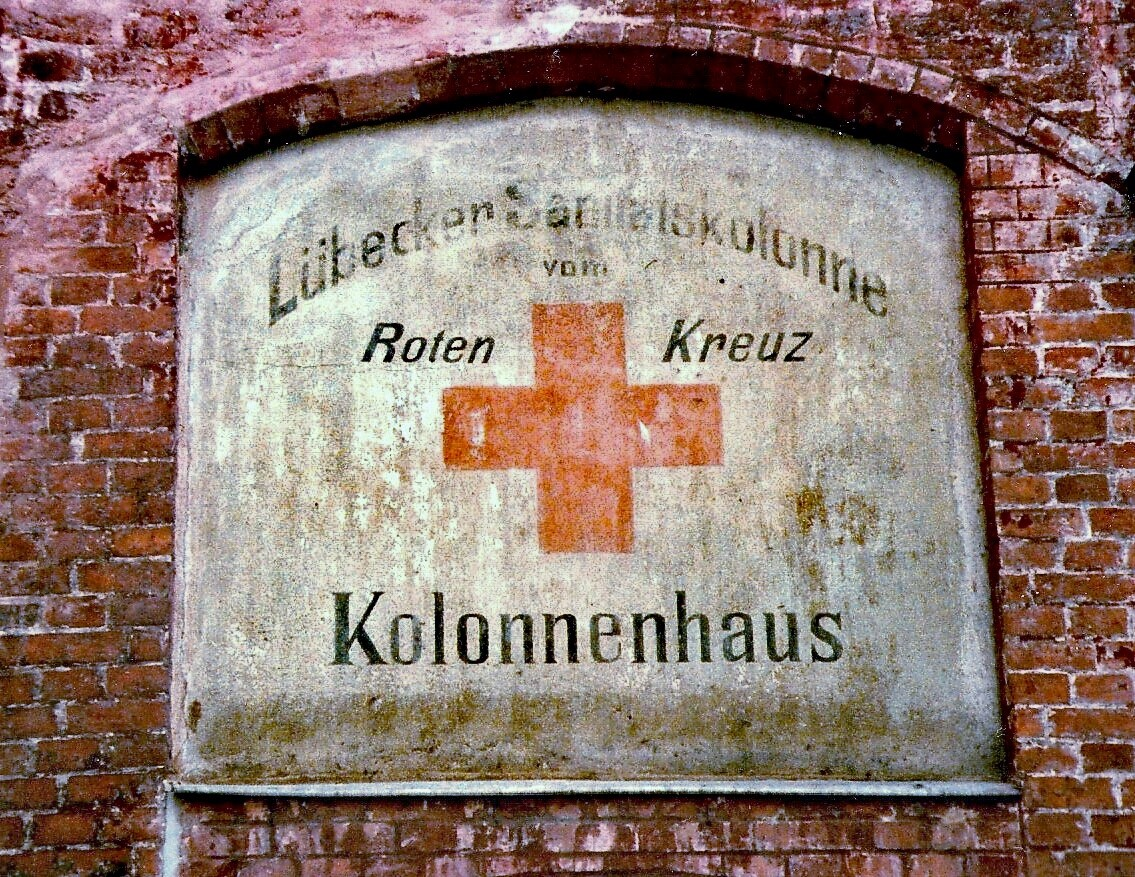
Verblassender Hinweis auf die frühere Nutzung durch das Rote Kreuz an der Fassade

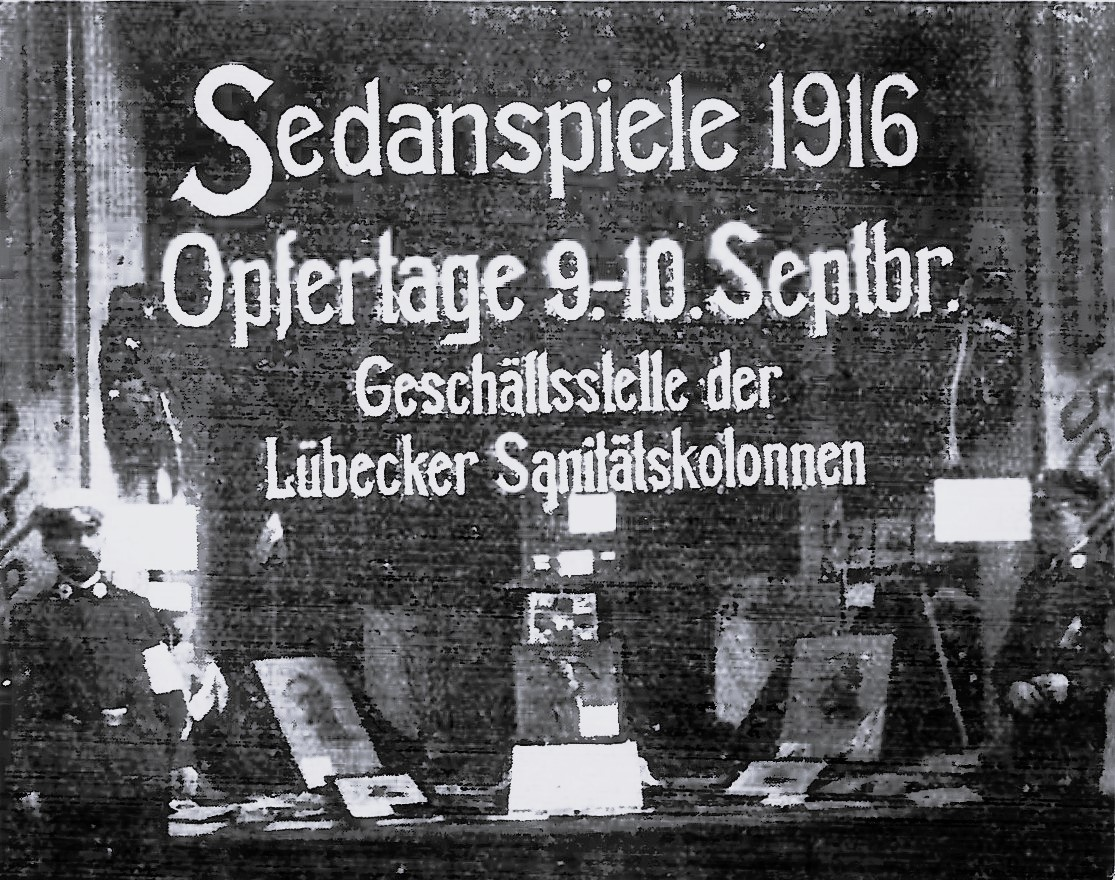
Ausgestellte Ehrenpreise

Das Haus Schildstraße 10 in der Schildstraße der Lübecker Altstadt ist ein denkmalgeschütztes ehemaliges Wohnhaus der Backsteinrenaissance.

## Gebäude
Das Grundstück liegt nahe der Aegidienkirche und hatte die alte Hausnummer Johannis Quartier 693. Es wurde erstmals 1302 erwähnt und war 1326 bereits als curia (Hof) bebaut. Der Dachstuhl ist dendrochronologisch auf 1444/45 datiert. Heute zeigt die Straßenseite einen Treppengiebel der Renaissance, der während des 18. Jahrhunderts im barocken Stil abgeschweift wurde. In diesem Zuge wurde auch das Blendwerk des Giebels im oberen Bereich verkürzt. Das manieristische Sandsteinportal ist einst von Robert Coppens erschaffen worden. Bei den starken Überformungen späterer Zeit wurde der Eingang im Portal vermauert und mit einem Fenster versehen. Die hohen Fenster des Dielengeschosses wurden im oberen Teil verblendet. Der Eingang wurde an die linke Hausseite verlegt und das Gebäude in das rechts daneben befindliche Schulgebäude integriert. Das Äußere des Hauses, besonders das Portal, steht seit 1967 unter Denkmalschutz.

## Eigentümer
Das Haus hatte im Laufe der Jahrhunderte zahlreiche prominente Bewohner. Einer der frühesten war Ende des 14. Jahrhunderts der Lübecker Bürgermeister Thomas Morkerke, der auch der patrizischen Zirkelgesellschaft angehörte. Der Lübecker Ratsherr Bernhard Darsow vererbte die Schildstraße 10 1479 über seine Tochter an deren Ehemann, den späteren Lübecker Bürgermeister Johann Hertze, der hier bis zu seinem Tod 1510 wohnhaft war. Anschließend war es das Wohnhaus des Schwiegersohns einer anderen Tochter Darsows, des Lübecker Stadthauptmanns in Mölln, Gottschalck Lunte, der unter Jürgen Wullenweber kurzzeitig Bürgermeister wurde. Nach Luntes Tod gelangte die Schildstraße 10 über dessen Tochter als Erbe an seinen Schwiegersohn, den Ratsherrn Franz von Stiten. Mitte des 17. Jahrhunderts gehörte das Haus dem Lübecker Kaufmann und Ratsherrn Adrian Müller und erhielt deswegen den Hausnamen Das lange Haus der Müller.
1737 erwarb der Landgraf Karl I. von Hessen-Philippsthal, ein Generalleutnant in dänischen, zeitweilig aber auch französischen Diensten, die Schildstraße 10, was dem Haus den Namen Das landgräfliche Haus einbrachte. Er gestattete der Reformierten Gemeinde, deren neues Kirchengebäude vor der Stadt noch nicht ganz vollendet war, im Dezember 1737 hier ihre Gottesdienste abzuhalten. Da alle öffentlichen nicht-lutherischen Gottesdienste innerhalb der Stadtmauern illegal waren, untersagte der Lübecker Rat auf Beschwerde des Geistlichen Ministeriums mit Dekret vom 18. Dezember 1737 diese Gottesdienste unter Androhung harter Maßregeln; dagegen waren dem Landgrafen Privat-Gottesdienst in seiner Wohnung gestattet.  Während des Siebenjährigen Kriegs nahm der Landgraf vorübergehend hier im neutralen Lübeck Zuflucht.  Die Tochter des Landgrafen Charlotte Amalie von Sachsen-Meiningen erwarb es nach seinem Tode 1770 im Erbgang; sie war von 1773 bis 1784 Eigentümerin des Hauses, nun Der Fürstenhof genannt.
Bereits seit 1788 ist die Hansestadt Lübeck Eigentümerin des Hauses Schildstraße 10 und nutzte es überwiegend für Zwecke der Öffentlichen Verwaltung. Zunächst seit 1789 als Leihhaus, dann als private Vorschuß-Anstalt (Sparkasse). 1893 erfolgte die bauliche Integration in das benachbarte Schulgebäude. Es war bis 1939 Sitz des Lübecker Eichamtes sowie von 1913 bis 1916 Sitz der Brockensammlung. Ab 1910 war es zudem, bis Ende des Ersten Weltkriegs, das Kolonnenhaus der Sanitätskolonne vom Rothen Kreuz. Später wurde es wieder als Schulgebäude der August-Hermann-Francke-Schule genutzt.
In jener Zeit wurde der Eingang außer Funktion gesetzt und rechts daneben ein, auch schon außer Betrieb befindlicher Eingang, erschaffen.